# Melanophryniscus fulvoguttatus
Melanophryniscus fulvoguttatus es una especie de anfibios de la familia Bufonidae.
Se encuentra en Argentina, Brasil y Paraguay.
Su hábitat natural incluye zonas de arbustos, praderas inundadas en algunas estaciones y a baja altitud y marismas intermitentes de agua dulce.
Está amenazada de extinción.